# Leyssensmolen
De Leyssensmolen is een standerdmolen te Kattenbos in de Belgische gemeente Lommel. Ze wordt ook Treitermolen of Kattenbossermolen genoemd.
De molen werd gebouwd in 1797 en stond oorspronkelijk te Olmen. Hij werd gebouwd door de eigenaar van een watermolen, en wel de Straalmolen, als protest tegen de oprichting in de buurt van de zogeheten 'vrije molens', die konden ontstaan toen in de Franse tijd de heerlijke rechten, en daarmee de banmolens, werden afgeschaft. Een van deze vrije molens was de Heimolen, een andere standerdmolen. Daarom werd de Leyssensmolen ook de treitermolen genoemd. Ze heeft altijd dienstgedaan als korenmolen. De Straalmolen was bezit van de familie Leyssens.
In 1804 werd de molen verkocht, en ze werd van 1808-1809 opnieuw opgebouwd aan de Frans van Hamstraat te Lommel. In 1960 werd de molen door het gemeentebestuur van Lommel aangekocht en in 1963 werd ze gedemonteerd, om in 1964 te Kattenbos aan de Zandstraat te worden herbouwd zonder maalmechanisme. In 1989 werd de molen opnieuw maalvaardig gemaakt.
Vanaf 2003 staat de molen stil, omdat een nieuwe restauratie van het maalwerk nodig is. Door de verplaatsing vangt de molen te weinig wind, want ze staat te midden van bossen. Daarom is er in 2007 tot restauratie besloten, waarbij de molen tevens verplaatst wordt naar een heuvel verderop aan de Zandstraat.
- Inventaris van het Bouwkundig Erfgoed (Vlaanderen): 80217